# Aeroporto de Sahnewal
O Aeroporto de Sahnewal (IATA: LUH, ICAO: VILD) também conhecido como Aeroporto de Ludhiana é o aeroporto local que serve a cidade de Ludhiana e outras sub-cidades do distrito de Ludhiana em Punjab. Ele está localizado perto da cidade de Sahnewal, a 5 km (3,1 milhas) a sudeste de Ludhiana na Grand Trunk Road.
O aeroporto está espalhado por mais de 130 acres. Os atuais salões de chegada / partida do aeroporto podem acomodar 40 passageiros. A Air India Regional, que costumava operar uma aeronave ATR-42 para Delhi, deixou de operar o serviço em 2014. Desde então, o aeroporto era utilizado para pouso e decolagem de aviões fretados!
Após três anos, esforços para que o aeroporto voltasse a operar voos regulares fizeram com que a Air Índia retomasse o serviço de linhas aéreas de Ludhiana - Delhi (através do sistema Udaan - Udey Desh Ka Aam Nagrik), que começou a funcionar em 2 de setembro de 2017.